# 锡亚尔科特县

所在位置

锡亚尔科特县(乌尔都语: ضلع سیالکوٹ)，巴基斯坦旁遮普省的一个县，位于该省东北部。总面积3,016 km2 (1,164.5 sq mi)，3,500,000，县治位于锡亚尔科特。

## 行政区划
锡亚尔科特县辖有4个乡。